# エリック・フライ
エリック・フライ（Eric Fry、1987年9月14日 - ）は、アメリカ合衆国のラグビー選手。

## プロフィール
- アメリカ合衆国・カリフォルニア州デイビス出身。
- ポジションはプロップ(PR)。
- 身長 193cm、体重 120kg
- アメリカ代表キャップは48（2020年7月現在）でラグビーワールドカップ2011・ラグビーワールドカップ2015・ラグビーワールドカップ2019のアメリカ代表に選ばれた[1]。

## 略歴
マヌワウ、ロンドン・スコティッシュFC、ニューカッスル・ファルコンズ、サクラメント・エクスプレス、スポッティング・ナザイリアンを経て、2016年、RCヴァンヌに加入。  